# Cidimar Rodrigues da Silva
Cidimar Rodrigues da Silva (* 1. Juli 1984 in São Paulo), besser bekannt unter seinen Spielernamen Cidimar, ist ein ehemaliger brasilianischer Fußballspieler, der auch die deutsche Staatsangehörigkeit besitzt. Er ist Rechtsfüßer und wurde bevorzugt als Mittelstürmer eingesetzt.

## Karriere
Cidimar stammt vom brasilianischen Spitzenclub Internacional Porto Alegre und hat wechselvolle Jahre hinter sich. Der junge Stürmer wechselte von 2004 bis 2006 zwischen drei Vereinen, bevor er zu Internacional zurückkehrte.
Im Januar 2007 spielte Cidimar beim deutschen Zweitligisten SpVgg Greuther Fürth vor und fuhr mit ins Trainingslager an die Costa de la Luz. Aufgrund seines vorhandenen Potenzials entschlossen sich die Kleeblätter, ihn bis zum Saisonende mit einer vereinsseitigen Option auf Verlängerung auf zwei weitere Jahre zu verpflichten. Nachdem Cidimar am 11. Februar (21. Spieltag) beim 2:1-Heimsieg über den FC Erzgebirge Aue sein Zweitligadebüt gegeben hatte, erzielte er am 18. März (26. Spieltag) beim 3:0-Heimsieg gegen Eintracht Braunschweig den ersten Treffer für seinen neuen Verein. Im Verlauf der Rückrunde 2006/07 kam Cidimar insgesamt zwölfmal zum Einsatz und erzielte dabei fünf Treffer, wobei er bis auf seinen Torerfolg gegen den Karlsruher SC am letzten Spieltag ausschließlich als Einwechselspieler erfolgreich war. Am Saisonende zog der Verein die Option und Cidimar unterzeichnete einen Zweijahresvertrag bis zum 30. Juni 2009.
In der Saison 2007/08 war er beim neuen Trainer Bruno Labbadia zu Beginn nicht erste Wahl, doch nachdem er eine zwischenzeitliche Verletzung überwunden hatte, meldete er sich am letzten Spieltag der Hinrunde beim 4:1-Heimsieg über die TSG 1899 Hoffenheim eindrucksvoll mit zwei Treffern zurück. Insgesamt wurde Cidimar in seiner zweiten Spielzeit in Deutschland 21-mal eingesetzt und konnte vier Treffer markieren. Dennoch kam er meist nicht über die Rolle als Reservist hinaus. Dies änderte sich auch nicht in der Saison 2008/09 unter dem nach Fürth zurückgekehrten Trainer Benno Möhlmann, als Cidimar im Verlauf der gesamten Spielzeit lediglich 13-mal zum Einsatz kam und nur drei Tore erzielen konnte. Folglich wurde sein am Saisonende auslaufender Vertrag nicht verlängert.
Anfang September 2009 wechselte der vertragslose Cidimar zum Ligakonkurrenten FSV Frankfurt, wo er einen Einjahresvertrag mit Option auf eine weitere Saison unterschrieb. Mit zehn Toren in der Saison 2009/10 hatte er maßgeblichen Anteil am Klassenerhalt des FSV. Unter Trainer Hans-Jürgen Boysen, der im Oktober 2009 Tomas Oral ablöste, spielt der FSV meist nur mit einer Angriffsspitze. Cidimar musste sich auf dieser Position zunächst mit Matías Cenci, in der Rückrunde mit dem neu verpflichteten Essener Sascha Mölders abwechseln. In der Saison 2010/11 war er nach einigen wenigen Einsätzen von Beginn an nur noch „Joker“ der Bornheimer, nachdem Mölders in dieser Runde regelmäßig traf und ab der zweiten Hälfte der Vorrunde als Sturmspitze gesetzt war. Cidimars auslaufender Vertrag beim FSV Frankfurt wurde am Saisonende nicht verlängert. Daraufhin wechselte Cidimar zur folgenden Saison zum Ligakonkurrenten Dynamo Dresden, wo er am 8. August 2011 einen Zweijahreskontrakt unterschrieb, aber beim Aufsteiger bis zur Winterpause nur zu drei Einsätzen kam.
Daher verließ er den Verein nach einem halben Jahr wieder und wechselte ablösefrei zum Drittligisten VfR Aalen, der ihn für eineinhalb Jahre bis zum 30. Juni 2013 unter Vertrag nahm. Sein Debüt für den Verein gab er am 22. Spieltag der 3. Liga, dem ersten nach der Winterpause, bei dem 3:1-Heimsieg gegen Arminia Bielefeld, als er von Trainer Ralph Hasenhüttl gleich in die Startelf gestellt wurde und mit dem zwischenzeitlichen Ausgleich zum 1:1 direkt sein erstes Drittligator erzielte. Im Verlauf der Rückrunde, an deren Ende er mit der Mannschaft den Aufstieg in die 2. Bundesliga erreichte, spielte er in insgesamt 17 der 18 Rückrundenspiele und erzielte drei Tore.
Sein im Juni 2014 auslaufender Vertrag beim VfR Aalen wurde nicht verlängert. Nachdem Cidimar daraufhin zunächst vereinslos war, nahm ihn Anfang Oktober 2014 der Drittligist SG Sonnenhof Großaspach nach einem Probetraining bis zum Ende der Saison 2014/15 unter Vertrag. Nach nur drei Monaten löste die SG im Januar 2015 das Arbeitsverhältnis mit Cidimar per Vertragsoption jedoch wieder auf.
Cidimar schloss sich daraufhin dem Schweizer Zweitligisten FC Biel-Bienne an, wo er einen Vertrag über zweieinhalb Jahre unterschrieb. In der folgenden Rückrunde der laufenden Saison erzielte er in 14 Einsätzen vier Tore, wobei ihm am 20. Spieltag beim 4:1-Sieg gegen den FC Winterthur unter anderem ein Weitschusstreffer von Höhe der Mittellinie aus gelang. Nach einem Wechsel der sportlichen Führung, verbunden mit einer Neuausrichtung des Vereins, wurde sein Vertrag im Oktober 2015 jedoch wieder aufgelöst. Aufgrund einer Verletzung während der Saisonvorbereitung im Sommer und später wegen einer schweren Erkrankung seiner Frau hatte Cidimar in der neuen Saison bis dahin kein Ligaspiel bestritten. Als Begründung gab der Verein an, Cidimar entspreche aufgrund seines Alters von 31 Jahren nicht dem neuen Vereinskonzept.
Aufgrund der Erkrankung seiner Frau pausierte Cidimar anschließend seine Tätigkeit als Fußballspieler bis Sommer 2016. Seitdem ist er vereinslos.

## Erfolge
- Aufstieg in die 2. Bundesliga: 2012 mit dem VfR Aalen